# الرياع (مناخة)

تعديل مصدري - تعديل

الرياع هي إحدى قرى عزلة بني مقاتل بمديرية مناخة التابعة لمحافظة صنعاء، بلغ تعداد سكانها 163 نسمة حسب تعداد اليمن لعام 2004.